# Scandinavia (musikgrupp)
Scandinavia är ett norskt dansband, bildat i augusti 1988 . Fyra av bandets medlemmar kom från orkestern Katho, som upplöstes då bandets sångare Tore Halvorsen började i Ole Ivars. De fick med sig två medlemmar från Torry Enghs och bildade Scandinavia.
Uppsättningen i bandet har varit densamma sedan starten, med undantag för platsen som bandets sångare, som innehafts av fyra olika personer. Mest berömd är Rune Rudberg som varit med i bandet tre gånger, och blev sparkad 2005 då det avslöjats att han missbrukade narkotika.
Bandet har släppt 13 studioalbum och ett livealbum från en konsert i Hollywood Palladium i Los Angeles inför norsk publik. Albumet fick namnet De aller beste «live» och gav bandet Spellemannprisen 2001 i klassen "danseorkester". De vann också Spellemannprisen 2006 i samma klass för albumet Alle mann til pumpene.
Förutom att spela till dans runtom i Norge har de också haft flera spelningar i Danmark, Sverige och Finland. 
Den 27 november 2008 meddelades att bandet läggs ner efter spelningen i Tromsø den 14 mars 2009 .

## Medlemmar
- Eirik Johansen – sång, gitarr (1997–2004, 2005–)
- Pål Fuglseth Tautra – basgitarr, sång
- Finn Jacobsen – gitarr, sång
- Ronny Jakobsen – trummor, sång
- Bjørn O. Jensen – saxofon, sång
- Steinar Storm Kristiansen – keyboard, sång

### Tidigare medlemmar
- Terje Mårstad – sång (1988–1990)
- Rune Rudberg – sång (1990–1994) (1996–1997) (2004–2005)
- Kjetil Norfjeld – sång (1994–1996)

## Diskografi
- Scandinavia (Mariann, 1988)
- Scandinavia 2 (Mariann, 1990)
- På oppfordring (Mariann, 1991)
- Scandinavia 3 (Mariann, 1992)
- Scandinavia 4 (CNR Records, 1993)
- Julefest med Scandinavia (CNR Records, 1994)
- Scandinavia 5 (CNR Records, 1994)
- Sammen igjen (Norske Gram, 1996)
- En plass i mitt hjerte (Norske Gram, 1997)
- Christmas Songs (Norske Gram, 1998)
- Gode venner (United Music, 2000)
- De aller beste «live» (United Music, 2001) livealbum
- Tänd ett ljus i fönstret (Scranta, 2004)
- Alle mann til pumpene (Tylden, 2006)
- Best of Scandinavia (2008)

### Fotnoter
1. ↑  Scranta Grammofon AB - Norska dansband går över gränsen
2. ↑  For swingende 27 november 2008 - Scandinavia legges ned